# Barcelona (canción)

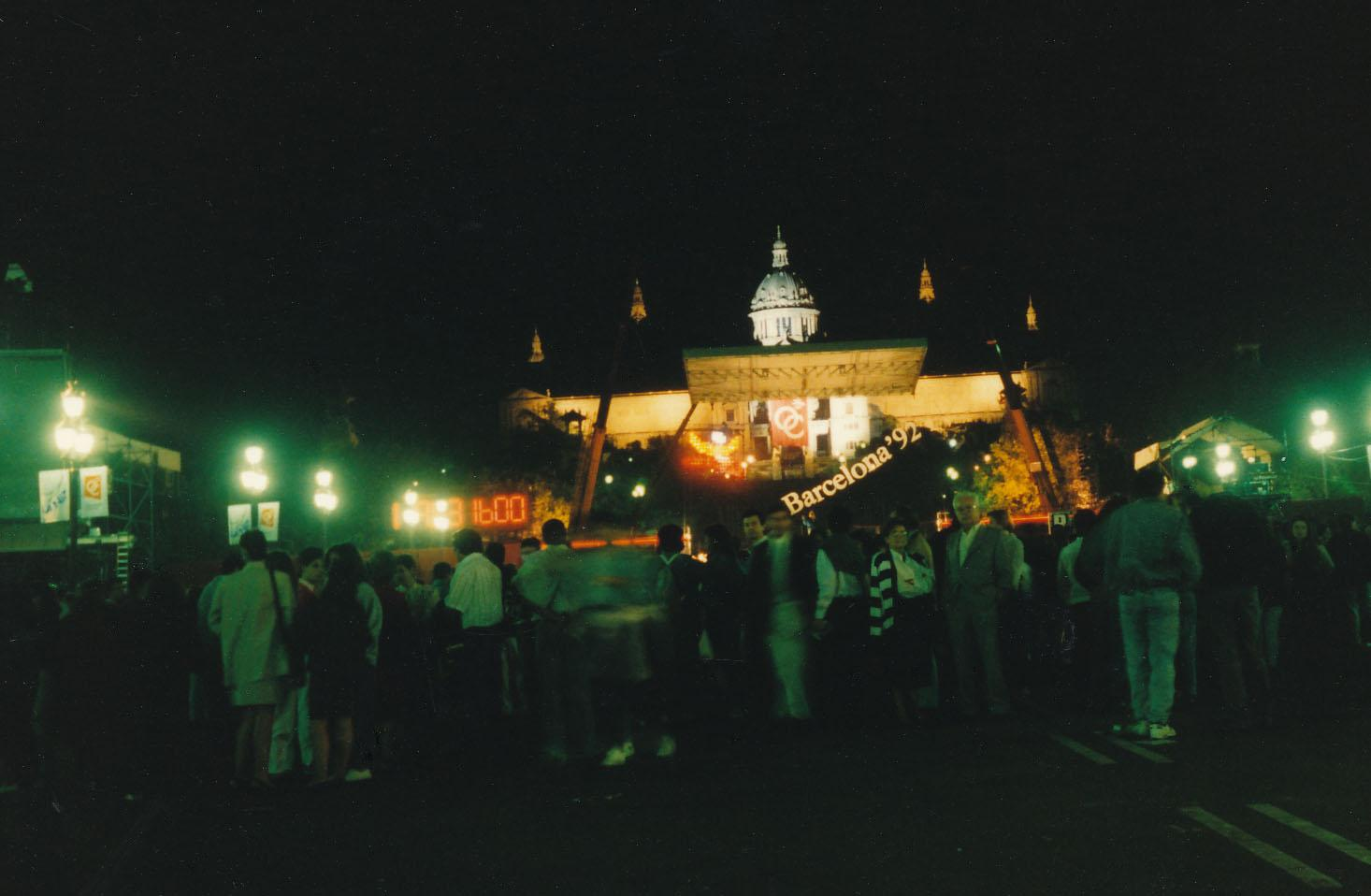
El festival "La Nit", 8 de octubre de 1988.

«Barcelona» es una canción interpretada por el cantante de Queen, Freddie Mercury, y la diva española de ópera Montserrat Caballé y es el primer tema del disco homónimo. La letra y música fueron en su totalidad creadas por Mercury y Mike Moran. En 1987, en su versión original, la canción alcanzó el puesto n.º 8 en el Reino Unido, y en 1992 (un año después de la muerte de Mercury) tras ser utilizada la canción como himno de los Juegos Olímpicos en Barcelona, subió al segundo puesto.
En marzo de 1987, Freddie voló a Barcelona para conocer a Montserrat en el Hotel Ritz. Freddie le mostró una canción en una cinta de casete. A la cantante le gustó tanto que ella y Freddie acordaron comenzar a trabajar. La idea de grabar una canción sobre Barcelona fue de Montserrat Caballé. Estaba muy implicada en la promoción de su ciudad como ciudad olímpica. En principio, era el único proyecto que contemplaban. Barcelona se grabó en abril de 1987, y al mes siguiente fue interpretada en el Ku Club (actualmente, el Privilege Ibiza). El propietario de la discoteca era Pino Sagliocco, el promotor de Queen en España. Más tarde, el Comité Olímpico Español decidió que el sencillo fuera el himno oficial para los Juegos Olímpicos celebrados en Barcelona en 1992. No fue la única vez que cantaron juntos, al año siguiente, el 8 de octubre de 1988, Freddie y Montserrat aparecieron al aire libre en un escenario en el festival de Barcelona conocido como La Nit (La noche). Cantaron la canción «Barcelona», junto con otras dos canciones del álbum que todavía no habían sido editadas, «How Can I Go On» y «The Golden Boy», acompañados por Mike Moran al piano.
Años más tarde, Monserrat Caballé lo interpretó en la final de la UEFA Champions League de 1999, disputada en el Camp Nou.
El 3 de septiembre de 2012 fue relanzado "Barcelona" en una edición especial para rememorar el 25 aniversario del lanzamiento del disco homónimo.
Freddie ya había fallecido cuando se celebraron los Juegos Olímpicos de Barcelona en 1992, no obstante años antes, durante una entrevista en Mallorca y en presencia de Monserrat Caballé, respondió que sí le gustaría que «Barcelona» fuera la canción oficial de unos hipotéticos Juegos Olímpicos, y que si esta no gustaba "escribiría otra canción".